# İzmir köfte

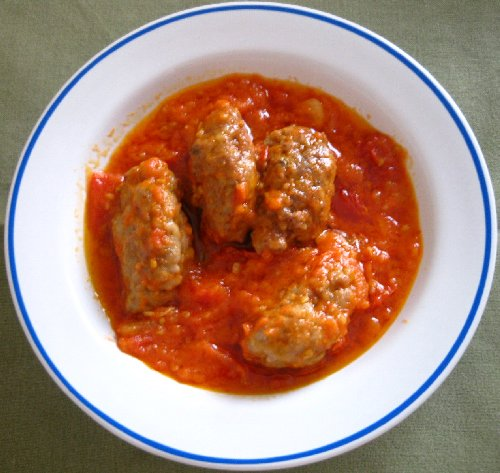
Soutzoukakia smyrneika, el variante griego.

Las İzmir köfte (del turco, albóndigas de Esmirna) o soutzoukakia (en griego σουτζουκάκια σμυρνέικα, soutzoukakia smyrneika) son un plato típico de la cocina turca  consistente en albóndigas alargadas y especiadas servidas en una característica salsa de tomate, que también existe en la cocina griega. El plato lleva, generalmente, patatas cortadas en largas tiras y cocidas en la misma salsa. A menudo se sirven acompañadas de arroz. 
Las albóndigas suelen hacerse con carne de ternera, o bien con una mezcla de ternera y cordero (Turquía) / cerdo (Grecia), pan rallado, huevo, ajo y perejil picados, comino molido, sal y pimienta. Se enharinan antes de freírlas en aceite de oliva. También hay quien añade orégano o canela molida.
La característica salsa de tomate suele tener cebolla, ajo, azúcar, sal y pimienta, una hoja de laurel y aceite de oliva. También se añade pimienta roja molida y a veces una rama de canela. 

## Etimología
La palabra griega soutzoukakia procede del turco sucuk (que es un tipo de salchicha seca) y el sufijo diminutivo griego -akia.[cita requerida] En la cocina turca existe otra variedad de köfte que se llama "sucuk köfte" y no tiene mucho parecido con "soutzoukakia".